# Halloysita
La halloysita o halloisita, de la clase de los filosilicatos. Fue descrita por vez primera en 1826 y nombrada en honor al geólogo belga Omalius d'Halloy.

## Características químicas
Químicamente es un aluminosilicato hidroxilado. El material está constituido por aluminio (20,90%), silicio (21,76%) e hidrógeno (1,56%).
Las dos variedades siguientes han sido aceptadas por la IMA como dos minerales distintos:
- Halloysita-7Å: anihidro, de fórmula Al2Si2O5(OH)4

- Halloysita-10Å: hidratado, de fórmula Al2Si2O5(OH)4 . 2H2O

## Formación y yacimientos
La halloysita se forma generalmente por la alteración hidrotermal de minerales aluminosilicatos. Puede encontrarse mezclada o asociada con dickita, caolinita, montmorillonita y otros minerales arcillosos.
Para su identificación son necesarios estudios de cristalografía de rayos X. 